# Lars Ekman (professor)
Lars Gunnar Ekman, född 22 juni 1930 i Nyköpings västra församling i Södermanlands län, död 31 maj 2010 i Täby församling i Stockholms län, var en svensk veterinär och professor.
Lars Ekman tog examen vid Veterinärhögskolan 1959 och var verksam som forskare där fram till 1980. Efter Veterinärhögskolans införlivande  med Sveriges lantbruksuniversitet utsågs han 1977 till professor i klinisk kemi. Han invaldes 1985 som ledamot av Ingenjörsvetenskapsakademien.
Lars Ekman är gravsatt i minneslunden på Djursholms begravningsplats.